# فلوپرازین
فلوپرازین (انگلیسی: Fluprazine) (DU-27,716) دارویی از کلاس فنیل پیپرازین است. این یک عامل به اصطلاح سرنیک یا ضد تهاجمی است. این دارو ارتباط نزدیکی با چندین پیپرازین دیگر، از جمله التوپرازین و باتوپرازین، و TFMPP، و همچنین با آزاپیرون‌ها مانند بوسپیرون دارد. فارماکولوژی فلوپرازین ناشناخته است، اما احتمالاً به عنوان آگونیست در گیرنده‌های 5-HT1A و 5-HT1B مانند ترکیب همسانش التوپرازین عمل می‌کند.